# Ньїртелек
Ньїртелек (угор. Nyírtelek) — місто в медьє Саболч-Сатмар-Береґ в Угорщині.
Місто займає площу 67,92 км², там проживає 6938 жителів (за даними 2010 року). За даними 2001 року, серед жителів міста 99 % — угорці, 1 % — цигани.
Місто Ньїртелек знаходиться за 8 км на північний захід від міста Ньїредьгаза. У місті є залізнична станція. Через місто проходить автодорога 38.
| Угорщина | Це незавершена стаття з географії Угорщини. Ви можете допомогти проєкту, виправивши або дописавши її. |